# Loving Every Minute
Loving Every Minute è un singolo del duo musicale britannico Lighthouse Family, pubblicato nel 1996 ed estratto dal loro album di debutto Ocean Drive.
Il brano è stato scritto da Paul Tucker, Tunde Baiyewu e Martin Brammer.

## Tracce
- CD

1. Loving Every Minute (Cutfather & Joe Remix)
2. Sweetest Operator (Live)
3. Beautiful Night (Live)
4. Ocean Drive (Live Acoustic Encore)